# Hryhorij Tkaczuk
Hryhorij Iwanowycz Tkaczuk, ukr. Григорій Іванович Ткачук, (ros. Григорий Иванович Ткачук, Grigorij Iwanowicz Tkaczuk, ur. 12 kwietnia 1918 we wsi Podwierbce w rejonie tłumackim w obwodzie iwanofrankiwskim, zm. 23 lutego 1989 w Chmielnickim) – przewodniczący kołchozu „Ukraina” w obwodzie chmielnickim, dwukrotny Bohater Pracy Socjalistycznej (1958 i 1977).

## Życiorys
Pracował jako pracownik najemny. Po zaborze Kresów Wschodnich RP przez ZSRR jesienią 1939 został przewodniczącym sielsowietu (rady wiejskiej) w rodzinnej wsi, podczas wojny ZSRR z Niemcami działał w ruchu partyzanckim. Po wojnie, w 1945 został przewodniczącym kołchozu „Ukraina” we wsi Lesowody w rejonie gródeckim obwodu chmielnickiego, którym pozostał do końca życia. W latach 1958–1989 był deputowanym do Rady Najwyższej ZSRR od 5 do 11 kadencji, był też deputowanym na kolejne Zjazdy KPZR od XX do XXVII.

## Odznaczenia
- Medal Sierp i Młot Bohatera Pracy Socjalistycznej (dwukrotnie – 26 lutego 1958 i 22 grudnia 1977)
- Order Lenina (sześciokrotnie – 26 lutego 1958, 31 grudnia 1965, 8 kwietnia 1971, 6 września 1973, 22 grudnia 1977 i 7 lipca 1986)
- Order Czerwonego Sztandaru Pracy (27 lipca 1954)

I medale.